# Blood on the Dance Floor (dal)
A Blood on the Dance Floor Michael Jackson amerikai énekes első kislemeze Blood on the Dance Floor: HIStory in the Mix című remixalbumáról. Jackson és Teddy Riley még az 1991-ben megjelent Dangerous albumra írták a dalt, amelyre azonban nem került fel; kis változtatásokkal került fel a remixalbumra a rajta szereplő öt új dal egyikeként. A dal egy Susie nevű nőről szól, aki elcsábítja Jacksont, és azt tervezi, leszúrja egy késsel; a videóklip is ezt a témát dolgozza fel. A dal számos országban a slágerlista élére került; ez volt a remixalbum egyetlen dala, melyet Jackson előadott a HIStory turnén.

## Háttere
A dalt Jackson még 1991-ben megjelent Dangerous albumára írta, erre azonban végül nem került fel. A cím Teddy Riley ötlete volt. Mikor Jackson újra elővette az évekkel korábban írt dalt, hogy feltegye Blood on the Dance Floor: HIStory in the Mix című albumára, Rileyt elszomorította, hogy az ő segítségét nem kérte, mert szeretett volna finomítani rajta egy kicsit.
A dalt több stílusba is sorolták, közte a rock, pop, house, elektronikus, R&B, funk és new jack swing stílusokhoz. Neil Strauss, a The New York Times újságírója vetette fel, hogy a dalban szereplő nő, Susie valójában az AIDS metaforája.

## Fogadtatása
William Ruhlman, az AllMusic munkatársa szerint a Blood on the Dance Floor „gyors tempójú, a hisztéria felé tendáló Jackson-dal a Billie Jean és a Smooth Criminal nyomdokaiban”. Stephen Thomas Erlewine, szintén az Allmusictól a Jam és a Scream nem túl jól sikerült átdolgozásának tartja a dalt. Nelson George a Dangerous album anyagához hasonlította, főleg a kritikusok által is elismert Jam és Dangerous számokhoz. Jackson életrajzírója, J. Randy Taraborrelli The Magic & the Madness című könyvében azt írta, a Blood on the Dance Floor az énekes egyik legjobb dala, annak ellenére, hogy az amerikai közönség alig ismeri. 2005-ben J. T. Griffith, az Allmusic munkatársa kijelentette, hogy így visszatekintve a dal tulajdonképpen elég jó, „a Beat It és Thriller másodrendű keveréke, de Jacksonnak még a kevésbé sikerült dalai is jobbak, mint a legtöbb popdal. Hallható benne az előadó minden védjegye: a nyögések és az erős basszus. Nehéz úgy hallgatni, hogy az ember ne akarjon moonwalkot táncolni vagy úgy rázni magát, mint egy zombi.”
A dal az Európai Unió majdnem minden országában a slágerlista első tíz helyének valamelyikére került. Az Egyesült Királyságban 85 000 példányban kelt el a megjelenése utáni első héten, ezzel letaszította a slágerlista első helyéről R. Kelly I Believe I Can Fly című számát. Ez volt Jackson hetedik listavezetője az országban, de csak egy hétig állt az első helyen, a második héten a 8. helyig csúszott le. Spanyolországban és Új-Zélandon 11 hétig volt a listán, Svájcban 18 hétig. Az olasz slágerlistán összesen egy hetet töltött.
Az amerikai Billboard Hot 100-on csak a 42. helyig jutott. J. Randy Taraborrelli, Jackson életrajzírója és William Ruhlman, az Allmusic munkatársa szerint ennek oka a túl kevés reklám volt, és az, hogy az amerikai közönséget jobban érdekelte az énekes magánélete, mint zenéje. A Blood on the Dance Floor volt Jackson 20., utolsó dala, melyet 2006-ban újra megjelentettek a Visionary projekt részeként. A 2006 júniusában újra megjelent dal ekkor a 19. helyet érte el a brit slágerlistán.

## Videóklip
A dal videóklipjét Jackson és Vincent Paterson rendezte. A brit Top of the Pops műsorban mutatták be 1997. március 28-án, több héttel azelőtt, hogy a kislemez megjelent volna. A klip elején egy eldobott kés felnyársal egy szórófestékkel festett képet – egy vérző szívet, melyen a SUSIE + ME („Susie és én”) felirat látható. Jackson és táncosai ezután megérkeznek egy salsaestre, ahol táncolni kezd egy nővel, később egy széken ül, miközben a nő csábítóan táncol az asztalon. A klipben Jackson vonzódik a nőhöz, simogatja és nézi. A dal végén látjuk, ahogy a nő kést vesz elő, majd újra a nyitójelenet következik, ahol a kés a képbe fúródik.
A klip elnyerte „az év legjobb külföldi videóklipje” díjat a brazil TVZ Video Award díjkiosztón.
A nőt Sybil Azur alakítja. Egy interjúba elmondta: „Vincent Paterson hívott, hogy szerepeljek a Blood on the Dance Floor klipjében. Mondta, hogy latin hangulatú lesz, ezért salsaruhában, hálós harisnyában mentem, a hajamat feltűztem és virágot tettem bele. Felvételre készen állva mentem oda, teljesen kiöltözve. Nem mintha a producerek nem látnák enélkül is, megfelel-e valaki, vagy mit lehet kihozni az illetőből, de szeretem kicsit segíteni őket ebben.
A dalnak a Refugee Camp Mix változatával készült videóklip szerepel a HIStory on Film, Volume II és a Michael Jackson’s Vision DVD-n. Az eredeti változat korábban kiadatlan jelenetekkel együtt felkerült a Number Ones DVD-re. Paterson forgatott egy másik, kiadatlanul maradt változatot is a klipből, 8 mm-es kamerával. Ez David Noh leírása szerint „szemcsés, túlexponált és rendkívül érzéki”. Paterson azt mondta, hogy Jacksonnak nagyon tetszett ez a klip, de a Sonynak nem, és nem voltak hajlandóak kiadni.
A The New York Times szerint a Blood on the Dance Floor: HIStory in the Mix album amerikai reklámkampánya visszafogottra sikerült és alig lehetett észrevenni, ami „sokakat meglepett a zeneiparban”. Jackson kiadója, az Epic Records cáfolta a vádat, hogy nem reklámozták megfelelően az albumot. „Teljes vállszélességgel az album mögött állunk. Michael az egyik legnagyobb sztárunk és ennek megfelelően is bánunk vele. Csak éppen itt a nemzetközi promóciót tartottuk elsődlegesnek.” A The New York Times elismerte, hogy külföldön, ahol Jackson népszerűbb és eladhatóbb, valóban erősebb volt a reklámkampány.

## Számlista
CD kislemez (Egyesült Királyság)
1. Blood on the Dance Floor – 4:11
2. Blood on the Dance Floor (TM’s Switchblade Mix) – 8:39
3. Blood on the Dance Floor (Refugee Camp Mix) – 5:27
4. Blood on the Dance Floor (Fire Island Vocal Mix) – 8:57
5. Blood on the Dance Floor (Fire Island Dub) – 8:57

CD kislemez (Egyesült Királyság)
1. Blood on the Dance Floor – 4:11
2. Blood on the Dance Floor (TM’s Switchblade Mix) – 8:39
3. Blood on the Dance Floor (Fire Island Vocal Mix – 8:57
4. Dangerous (Roger’s Dangerous Club Mix) – 6:55

CD kislemez (USA)
1. Blood on the Dance Floor – 4:11
2. Blood on the Dance Floor (TM’s Switchblade Edit) – 3:22
3. Blood on the Dance Floor (Refugee Camp Edit) – 3:19
4. Blood on the Dance Floor (Fire Island Radio Edit) – 3:50
5. Blood on the Dance Floor (TM’s Switchblade Mix) – 8:39
6. Dangerous (Roger’s Dangerous Club Mix) – 6:55

CD kislemez (EU)
1. Blood on the Dance Floor – 4:11
2. Blood on the Dance Floor (Fire Island Vocal Mix – 8:57
3. Blood on the Dance Floor (TM’s Switchblade Mix) – 8:39
4. Dangerous (Roger’s Dangerous Club Mix) – 6:55

12" kislemez – The Dubs
1. Blood on the Dance Floor (T&G Pool Of Blood Dub) – 7:34
2. Blood on the Dance Floor (Refugee Camp Dub) – 3:38
3. Blood on the Dance Floor (Fire Island Dub) – 8:55
4. Blood on the Dance Floor (A cappella) – 3:01

12" kislemez (Egyesült Királyság; promó)
1. Blood on the Dance Floor (TM’s O-Positive Dub) – 7:00
2. Blood on the Dance Floor (Fire Island Dub) – 8:55
3. Dangerous (Roger’s Dangerous Club Mix) – 6:55
4. Dangerous (Roger’s Rough Dub) – 6:57

iTunes EP
1. Blood on the Dance Floor – 4:11
2. Blood on the Dance Floor (TM’s Switchblade Edit) – 3:22
3. Blood on the Dance Floor (Refugee Camp Edit) – 3:19
4. Dangerous (Roger’s Dangerous Edit) – 4:41

Visionary kislemez
CD oldal
1. Blood on the Dance Floor – 4:14
2. Blood on the Dance Floor (Fire Island Vocal Mix) – 8:55

DVD oldal
1. Blood on the Dance Floor (videóklip) – 4:15
2. Fotógaléria
3. Blood on the Dance Floor (Refugee Camp Remix videóklip)

## Mixek
1. Blood on the Dance Floor (Album version) – 4:11
2. Blood on the Dance Floor (TM’s Switchblade Mix) – 8:39
3. Blood on the Dance Floor (TM’s Switchblade Edit) – 3:22
4. Blood on the Dance Floor (TM’s O-Positive Dub) – 7:00
5. Blood on the Dance Floor (T&G Pool Of Blood Dub) – 7:34
6. Blood on the Dance Floor (Refugee Camp Mix) – 5:27
7. Blood on the Dance Floor (Refugee Camp Edit) – 3:19
8. Blood on the Dance Floor (Refugee Camp Dub) – 3:38
9. Blood on the Dance Floor (Fire Island Vocal Mix) – 8:57
10. Blood on the Dance Floor (Fire Island Radio Edit) – 3:50
11. Blood on the Dance Floor (Fire Island Dub) – 8:57
12. Blood on the Dance Floor (A cappella) – 3:01

## Helyezések
| Slágerlista (1997)             | Legmagasabb helyezés |
| ------------------------------ | -------------------- |
| Ausztrál kislemezlista         | 5                    |
| Belga kislemezlista (Flandria) | 11                   |
| Belga kislemezlista (Vallónia) | 11                   |
| Brit kislemezlista             | 1                    |
| Holland Top 40                 | 4                    |
| Finn kislemezlista             | 2                    |
| Francia kislemezlista          | 10                   |
| Német kislemezlista            | 5                    |
| Norvég kislemezlista           | 2                    |
| Olasz kislemezlista            | 10                   |
| Osztrák kislemezlista          | 9                    |
| Román Top 100                  | 4                    |
| Spanyol kislemezlista          | 1                    |
| Svájci kislemezlista           | 5                    |
| Svéd kislemezlista             | 2                    |
| USA Billboard Hot 100          | 42                   |
| Új-zélandi kislemezlista       | 1                    |